# Nicolas Kühn
Nicolas-Gerrit Kühn (Wunstorf, Baja Sajonia, 1 de enero de 2000) es un futbolista alemán que juega de delantero o centrocampista para el Como 1907 de la Serie A de Italia.

## Trayectoria

### Primeros años
Nacido en Wunstorf, comenzó a jugar en el TSV Klein Heidorn y 1. FC Wunstorf, antes de unirse a la academia juvenil del FC St. Pauli, donde jugó durante dos años. En 2011, se mudó al Hannover 96, donde se unió al equipo sub-13. En la temporada 2014-15, a la edad de 15 años, ya había hecho dos apariciones para su equipo sub-17 en la Sub-17 Bundesliga. Para la temporada 2015-16, pasó al equipo sub-17 del RB Leipzig, para quien marcó 18 goles en 22 apariciones en la Sub-17 Bundesliga. En la temporada 2016-17, el delantero marcó 6 goles en 13 partidos en la Sub-17 Bundesliga, pero se peleó con un esguince de tobillo alto. A su regreso para la segunda mitad de la temporada, ya era parte del equipo que competía en la Sub-19 Bundesliga. En la temporada 2017-18 fue ascendido permanentemente al equipo sub-19, con el que también compitió en la Liga Juvenil de la UEFA.

## Palmarés

### Títulos nacionales
| Título                     | Club         | País    | Año  |
| -------------------------- | ------------ | ------- | ---- |
| Scottish Premiership       | Celtic F. C. | Escocia | 2024 |
| Copa de Escocia            | Celtic F. C. | Escocia | 2024 |
| Copa de la Liga de Escocia | Celtic F. C. | Escocia | 2025 |
| Scottish Premiership       | Celtic F. C. | Escocia | 2025 |